# Срібний ведмідь найкращому акторові
«Срібний ведмідь» за найкращу чоловічу роль — приз, що вручається на Берлінському кінофестивалі найкращим акторам.
Вперше премія була вручена 1956 року.
Більшість призів (20) було отримано акторами з США, окрім того приз отримували актори з Франції (7 осіб), Німеччини (6 осіб).

## Володарі нагород
| Рік  | Актор                                                         | Фільм                                        |
| ---- | ------------------------------------------------------------- | -------------------------------------------- |
| 1956 | Берт Ланкастер                                                | «Трапеція»                                   |
| 1957 | Педро Інфанте                                                 | «Tizoc»                                      |
| 1958 | Сідні Пуатьє                                                  | «Не схилили голови»                          |
| 1959 | Жан Габен                                                     | «Волоцюга Архімед»                           |
| 1960 | Фредрік Марч                                                  | «Inherit the Wind»                           |
| 1961 | Пітер Фінч                                                    | «No Love for Johnnie»                        |
| 1962 | Джеймс Стюарт                                                 | «Mr. Hobbs Takes a Vacation»                 |
| 1963 | Сідні Пуатьє                                                  | «Польові лілії»                              |
| 1964 | Род Стайгер                                                   | «Лихвар»                                     |
| 1965 | Лі Марвін                                                     | «Кет Балу»                                   |
| 1966 | Жан-П'єр Лео                                                  | «Чоловіче — жіноче»                          |
| 1967 | Мішель Симон                                                  | «Старий та дитина»                           |
| 1968 | Жан-Луї Трентіньян                                            | «Брехун»                                     |
| 1971 | Жан Габен                                                     | «Кот»                                        |
| 1972 | Альберто Сорді                                                | «Затриманий в очікуванні суду»               |
| 1975 | Властіміл Бродський                                           | «Jakob der Lügner»                           |
| 1976 | Герхард Ольшевський                                           | «Verlorenes Leben»                           |
| 1977 | Фернардо Фернан Гомез                                         | «El Anacoreta»                               |
| 1978 | Крейг Рассел                                                  | «Outrageous!»                                |
| 1979 | Мікеле Плачідо                                                | «Ernesto»                                    |
| 1980 | Анджей Северин                                                | «Orchestra Conductor»                        |
| 1981 | Анатолій Солоніцин                                            | «Двадцять шість днів із життя Достоєвського» |
|      | Джек Леммон                                                   | «Вшанування»                                 |
| 1982 | Стеллан Скашгорд                                              | «The Simple-Minded Murder»                   |
|      | Мішель Пікколі                                                | «Дивна справа»                               |
| 1983 | Брюс Дерн                                                     | «Той самий чемпіонат»                        |
| 1984 | Альберт Фінні                                                 | «Костюмер»                                   |
| 1985 | Фернардо Фернан Гомез                                         | «Стіко»                                      |
| 1986 | Тунсел Куртіз                                                 | «Посмішка ягняти»                            |
| 1987 | Джан Марія Волонте                                            | «Справа Моро»                                |
| 1988 | Йорг Позе та Манфред Мок                                      | «Розділи тягар ближнього»                    |
| 1989 | Джин Хекмен                                                   | «Міссісіпі у вогні»                          |
| 1990 | Ян Глен                                                       | «Німий крик»                                 |
| 1991 | Мейнард Езіаші                                                | «Містер Джонсон»                             |
| 1992 | Армін Мюллер-Шталь                                            | «Уц»                                         |
| 1993 | Дензел Вашингтон                                              | «Малколм Ікс»                                |
| 1994 | Том Генкс                                                     | «Філадельфія»                                |
| 1995 | Пол Ньюман                                                    | Без дурнів                                   |
| 1996 | Шон Пенн                                                      | «Мрець іде»                                  |
| 1997 | Леонардо Ді Капріо                                            | «Ромео + Джульєтта»                          |
| 1998 | Семюель Джексон                                               | «Джекі Браун»                                |
| 1999 | Міхаель Гвісдек                                               | «Нічні форми»                                |
| 2000 | Дензел Вашингтон                                              | «Ураган»                                     |
| 2001 | Бенісіо дель Торо                                             | «Трафік»                                     |
| 2002 | Жак Гамблін                                                   | «Правила поведінки»                          |
| 2003 | Сем Рокуелл                                                   | «Сповідь небезпечної людини»                 |
| 2004 | Деніел Гендлер                                                | «Перервані обійми»                           |
| 2005 | Лу Тейлор Пуччі                                               | «Погана звичка»                              |
| 2006 | Моріц Блайбтрой                                               | «Елементарні частинки»                       |
| 2007 | Хуліо Чавез                                                   | «Інший»                                      |
| 2008 | Мухаммад Амір Наджи                                           | «Пісня солов'їв»                             |
| 2009 | Сотігуі Куйате                                                | «Лондонська річка»                           |
| 2010 | Сергій Пускепаліс та Григорій Добригін                        | «Як я провів цього літа»                     |
| 2011 | Пейман Моаді, Шахаб Хоссейні, Бабак Карімі, Алі-Асгар Шахбазі | «Надер і Симін: Розлучення»                  |
| 2012 | Міккель Бо Фольсгаард                                         | «Королівський роман»                         |
| 2013 | Назіф Мужич                                                   | «Епізод із життя збирача заліза»             |
| 2014 | Ліао Фан                                                      | «Чорне вугілля, тонкий лід»                  |
| 2015 | Том Кортні                                                    | «45 років»                                   |
| 2016 | Майд Мастоура                                                 | «Геді»                                       |
| 2017 | Георг Фрідріх                                                 | «Яскраві ночі»                               |
| 2018 | Антоні Бажон                                                  | «Молитва»                                    |
| 2019 | Вань Жинчунь                                                  | «Так давно, сину мій»                        |